# Pseudorhaphitoma scitula
Pseudorhaphitoma scitula é uma espécie de gastrópode do gênero Pseudorhaphitoma, pertencente a família Mangeliidae.